# Рузинский, Андрей Юрьевич
Андрей Юрьевич Рузинский (род. 24 октября 1970, Тула, РСФСР, СССР) — российский военачальник, генерал-лейтенант (2022), командир 11-го армейского корпуса Сухопутных и береговых войск Балтийского флота ВМФ РФ.

## Биография
Родился 24 октября 1970 года в городе Тула. На военной службе с 1988 года. В 1992 году окончил Рязанское высшее воздушно-десантное командное училище им. Ленинского комсомола, Общевойсковую академию Вооружённых сил Российской Федерации (2002), Военную академию Генерального штаба Вооружённых сил Российской Федерации (2011).
Проходил службу на должностях от командира взвода до командира дивизии. До назначения на должность командира армейского корпуса БФ был командиром российской военной базы в Армении, заместителем командующего гвардейской танковой армией Западного военного округа.
2015—2016 гг. — командир 2-й отдельной мотострелковой бригады 2-й армейского корпуса Народной милиции Луганской Народной Республики.
2016—2019 гг. — командир 3-й мотострелковой дивизии 20-й гв. общевойсковой армии Западного военного округа.
С мая 2018 года находится под украинскими санкциями как участник войны с Украиной на Донбассе.
2019—2020 гг. — заместитель командующего 1-й гв. танковой армией Западного военного округа.
С августа 2020 года — командир 11-го армейского корпуса Сухопутных и береговых войск Балтийского флота ВМФ РФ.
Участник военной операции России в Сирии.
В ходе российского вторжения в Украину, согласно расследованию украинских журналистов, Рузинский, командовавший на то время 11 армейским корпусом, участвовал в оккупации украинской Балаклеи и командовал группировкой российских войск "Балаклея".

## Награды
- Орден За заслуги перед Отечеством 4-й степени с мечами
- Орден Кутузова[5]
- Орден Мужества
- Орден За военные заслуги
- Орден Почёта
- Государственные и ведомственные медали РФ